# Walter Senserff

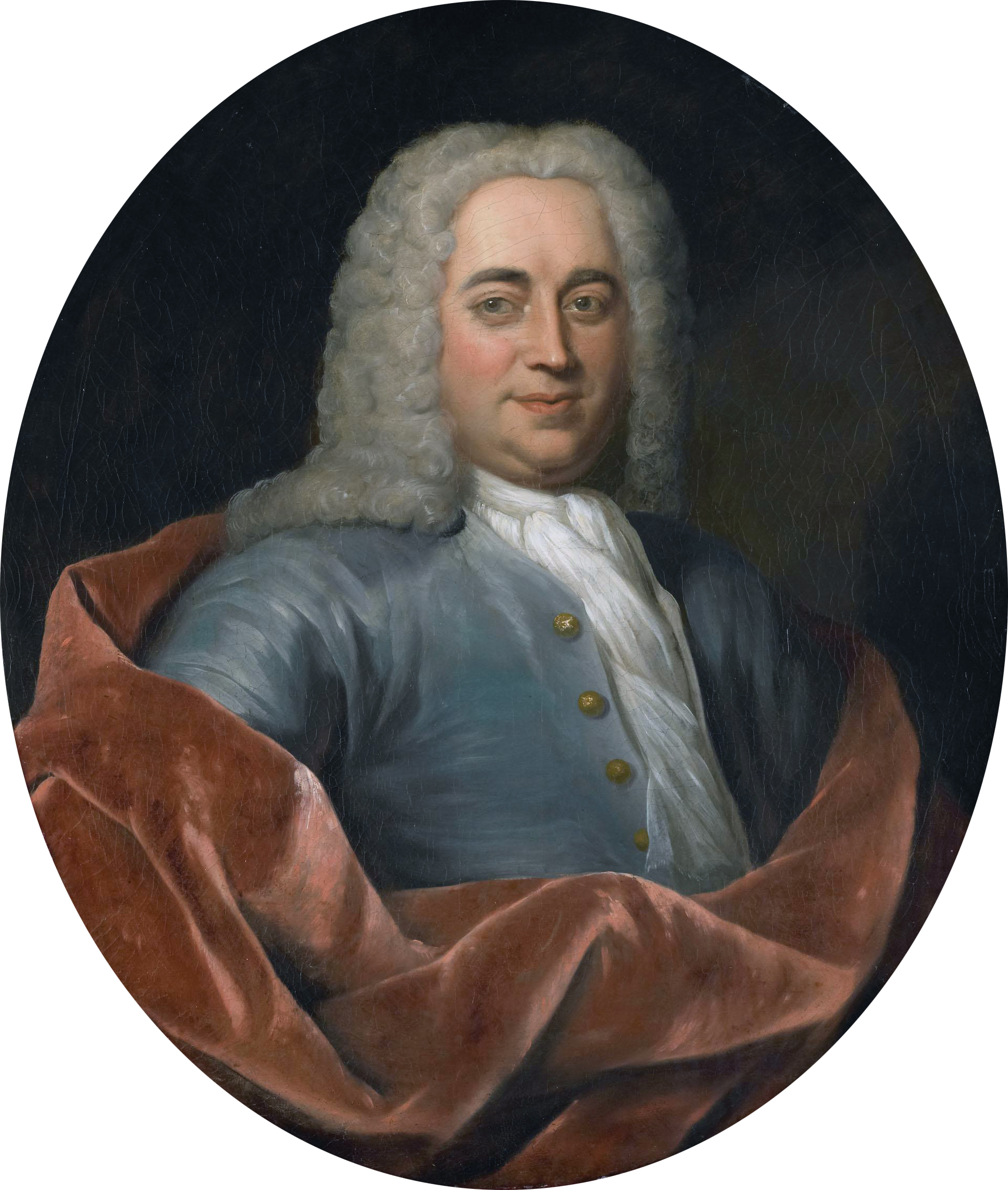
Walter Senserff

Walter Senserff (30 augustus 1685 - 14 augustus 1752) werd in 1731 gekozen tot bewindvoerder van de VOC kamer te Rotterdam.

## Schilderij
Het portret is van de hand van Jan Maurits Quinkhard, en is tussen 1731 en 1752 vervaardigd. Het behoort tot een reeks portretten van bewindvoerders van de VOC te Rotterdam afkomstig uit het Oostindië Huis aan de Boompjes; collectie Rijksmuseum Amsterdam.